# Scaphyglottis cernua
Scaphyglottis cernua är en orkidéart som beskrevs av Robert Louis Dressler. Scaphyglottis cernua ingår i släktet Scaphyglottis och familjen orkidéer. Inga underarter finns listade i Catalogue of Life.